# WTA Austin
Das WTA Austin (offiziell: ATX Open) ist ein Tennisturnier der Kategorie WTA 250 der WTA Tour, das in Austin, Texas, ausgetragen wird.
Ab 2023 soll die Spielstätte für das Turnier in Austin der Westwood Country Club sein.

## Siegerliste

### Einzel
| Jahr | Kategorie | Belag           | Siegerin             | Finalgegnerin      | Ergebnis      |
| ---- | --------- | --------------- | -------------------- | ------------------ | ------------- |
| 1982 |           | Teppich (Halle) | Claudia Kohde-Kilsch | Helena Suková      | 7:6, 0:6, 6:3 |
| 2023 | 250       | Hartplatz       | Marta Kostjuk        | Warwara Gratschowa | 6:3, 7:5      |
| 2024 | 250       | Hartplatz       | Yuan Yue             | Wang Xiyu          | 6:4, 7:44     |
| 2025 | 250       | Hartplatz       | Jessica Pegula       | McCartney Kessler  | 7:5, 6:2      |

### Doppel
| Jahr | Kategorie | Belag           | Siegerinnen                       | Finalgegnerinnen                     | Ergebnis         |
| ---- | --------- | --------------- | --------------------------------- | ------------------------------------ | ---------------- |
| 1982 |           | Teppich (Halle) | Patricia Medrado Cláudia Monteiro | Jan O’Neill Mimi Wikstedt            | 6:0, 6:1         |
| 2023 | 250       | Hartplatz       | Erin Routliffe Aldila Sutjiadi    | Nicole Melichar-Martinez Ellen Perez | 6:4, 3:6, [10:8] |
| 2024 | 250       | Hartplatz       | Olivia Gadecki Olivia Nicholls    | Katarzyna Kawa Bibiane Schoofs       | 6:2, 6:4         |
| 2025 | 250       | Hartplatz       | Anna Blinkowa Yuan Yue            | McCartney Kessler Zhang Shuai        | 3:6, 6:1, [10:4] |